# ノリス・ホッパー
ノリス・ホッパー（Norris Stephen Hopper , 1979年3月24日 - ）は、MLBの選手。ポジションは外野手（中堅手）。右投右打。アメリカ合衆国・ノースカロライナ州シェルビー出身。

## 経歴
高校時代は野球に加えてアメリカンフットボールもプレーしており、クォーターバックを務めていた。1998年6月2日、カンザスシティ・ロイヤルズから8巡目（227位）でドラフト指名を受け、即日契約成立の運びとなりプロ入り。この年からマイナーリーグ（ルーキー級）でプレーを始める（40試合出場）。
入団後7年間はマイナー暮らしに明け暮れ、プロ8年目の2005年1月10日、メジャー・デビューを果たせぬままシンシナティ・レッズに移籍。AA級で116試合 ・ 打率.310 ・ 出塁率.354 ・ 25盗塁の好成績を挙げる。特に4月22日から5月18日にかけては21試合連続安打（87打数36安打、打率.414 ・ 1本塁打 ・ 10打点）をマークし、5月1日にはプレーヤー・オブ・ザ・ウィークを受賞。7月13日、サザン・リーグのオールスターに出場。
移籍2年目の2006年、AA・AAA級合計で111試合 ・ 打率.340 ・ 出塁率.376 ・ 28盗塁と着実に成長を続け、8月20日には9年目にしてメジャー・デビューを果たす。八回の裏、代打として登場し、レフト前に初安打を放った。わずか21試合の出場（39打数）に留まったが、.359と言う高打率をマークし、来期に望みを繋いだ。また、8月29日にはインターナショナルリーグのオールスターに、外野手部門最多得票を得た上で出場している。シーズン終了後、AAA級ルイビル内のMVPを受賞。
メジャー2年目の2007年は、スプリング・トレーニング中の3月19日に右カカト負傷により故障者リスト入りしたが、4月18日には復帰を果たす。一番打者・中堅手のライアン・フリールが故障、長期離脱したこともあって出番が大幅に増え、好成績も伴い、飛躍のシーズンとなった。特にバント安打18本 ・ 内野安打20本などスピードを存分に発揮、右打者ながら全安打の四割近くが内野安打であった。
2008年はコーリー・パターソンとジェリー・ヘアストン・ジュニアの加入、ジェイ・ブルースの台頭によって出場機会が限られたものになり、4月23日には右ヒジを負傷し、故障者リスト入り。6月18日、55試合ぶりに復帰を果たしたが、7月4日には右ヒジ手術のため再び故障者リスト入り。

## 選手としての特徴
コンタクトとスピードを武器とする内野安打メーカー。三振が少なく、ゴロを打つ意識が強く、バント安打も多い。特に左投手をカモにし、代打・代走としても活躍する、自分の特長と役割を良くわきまえた野球IQの高い好選手。外野なら全てのポジションをスマートにこなせるだけの守備力もある。反面、盗塁に関しては更なるスキル・アップが必要で、パワーレスのため相手バッテリーに威圧感を与えることが出来ず、対右投手も今一つ。ゆえにレギュラーに定着出来ず、「第四の外野手」の地位に甘んじている。1999年までは内野手（二塁手）であったが、2000年から外野手にコンバート。
マイナー10年間の通算成績は、打率.289 ・ 出塁率.343 ・ OPS.678 ・ 192盗塁（成功率76パーセント）。

## 年度別打撃成績
| 年 度     | 球 団     | 試 合 | 打 席 | 打 数 | 得 点 | 安 打 | 二 塁 打 | 三 塁 打 | 本 塁 打 | 塁 打 | 打 点 | 盗 塁 | 盗 塁 死 | 犠 打 | 犠 飛 | 四 球 | 敬 遠 | 死 球 | 三 振 | 併 殺 打 | 打 率 | 出 塁 率 | 長 打 率 | O P S |
| --------- | --------- | ----- | ----- | ----- | ----- | ----- | -------- | -------- | -------- | ----- | ----- | ----- | -------- | ----- | ----- | ----- | ----- | ----- | ----- | -------- | ----- | -------- | -------- | ----- |
| 2006      | CIN       | 21    | 47    | 39    | 6     | 14    | 1        | 0        | 1        | 18    | 5     | 2     | 2        | 1     | 1     | 6     | 0     | 0     | 4     | 1        | .359  | .435     | .462     | .897  |
| 2007      | CIN       | 121   | 335   | 307   | 51    | 101   | 14       | 2        | 0        | 119   | 14    | 14    | 6        | 6     | 1     | 20    | 1     | 1     | 33    | 8        | .329  | .371     | .388     | .759  |
| 2008      | CIN       | 26    | 58    | 50    | 3     | 10    | 0        | 0        | 0        | 10    | 1     | 1     | 0        | 2     | 0     | 5     | 0     | 1     | 6     | 0        | .200  | .286     | .200     | .486  |
| 通算：3年 | 通算：3年 | 168   | 440   | 396   | 60    | 125   | 15       | 2        | 1        | 147   | 20    | 17    | 8        | 9     | 2     | 31    | 1     | 2     | 43    | 9        | .316  | .367     | .371     | .738  |

- 2008年度シーズン終了時